# Оборонлогистика
Оборонлогистика — государственная корпорация в сфере грузоперевозок и логистики, принадлежащая Министерству обороны России. Компания была основана в 2011 году.
«Оборонлогистика» была включена в список SDN Управления по контролю за иностранными активами США в июне 2017 года в связи с аннексией Крыма в 2014 году и, следовательно, с того момента не была допущена к торговле с США.
В 2018 году у «Оборонлогистики» был особый порядок импорта и экспорта в порта Новороссийска, что позволило ей вести более эффективную торговлю в Средиземноморском регионе.
В 2019 году судно «Оборонлогистики» «Спарта III» успешно прошло по Северному морскому пути из Китая в Европу.
Вследствие российского вторжения в Украину в 2022 году Турция строго ограничила проход военных кораблей через пролив Босфор на основании Договора Монтрё, поэтому судам снабжения ВМФ России (по состоянию на декабрь 2024 года) не разрешено проходить через пролив. Поэтому ожидалось, что «Оборонлогистика», вероятно, будет перебрасывать военную технику и солдат из Сирии в Россию на гражданских судах.
Заместитель министра обороны Тимур Иванов в разное время был директором и генеральным директором ООО «ОБЛ-Шиппинг», дочерней компании корпорации, до своего ареста и отстранения от должности в апреле 2024 года. Помимо Иванова, фигурантом дела стал и бывший гендиректор ООО «Оборонлогистика» Антон Филатов.
В 2024 году корабли «Оборонлогистики» «Спарта», «Спарта II» и «Ursa Major» участвовали в эвакуации российских военных баз из Сирии в Ливию. В декабре 2024 года судно MV Ursa Major затонуло в Средиземном море между Испанией и Алжиром после серии взрывов в машинном отделении. Причина взрывов неизвестна, «Оборонлогистика» объяснила инцидент террористической атакой.

## Флот
- Основной флот:

  - Танкер «Язь»[14]
  - Сухогруз «Спарта»[15]
  - Сухогруз «Спарта II»[15]
  - Сухогруз «Ursa Major» (ранее «Спарта III»)[16][14] (затонул в 2024; На момент затопления — флагман)
  - Сухогруз «Спарта IV[укр.]»[16][14]
  - Сухогруз «Пижма»[15]
- Паромы:
  - Железнодорожный паром «Амбал»[15]
  - Железнодорожный паром «Балтийск»[17] (На правах агента, паром принадлежит Росморпорту[18]; На ремонте с февраля 2024[19])
  - Железнодорожный паром «Маршал Рокоссовский»[15] (На правах агента, паром принадлежит Росморпорту[18])
  - Железнодорожный паром «Генерал Черняховский»[15] (На правах агента, паром принадлежит Росморпорту[18])
  - Автомобильный паром «Антей»[15]
  - Автомобильно-пассажирский паром «Лаврентий»[16]
  - Автомобильно-пассажирский паром «Мария»[16]